# 1102

## Narození
- 7. února – Matylda Anglická, římská císařovna a hraběnka z Anjou, neúspěšná kandidátka na anglický trůn, dcera Jindřicha I. († 10. září 1167)
- 25. října – Vilém Clito, flanderský hrabě († 1128)
- Eleonora z Blois, francouzská šlechtična († 1147)[1]
- Pierre z Tarentaise, francouzský opat a biskup († 1174)
- Ču, čínská císařovna říše Sung († 1127)

## Úmrtí
- 18. května – Štěpán II. z Blois, hrabě z Blois a Chartres, jeden z vůdců první křížové výpravy (* asi 1045)
- 4. června – Vladislav I. Herman, polský kníže z dynastie Piastovců (* asi 1042)
- Felicie Sicilská, uherská královna (přibližné datum)
- Guglielmo Embriaco, janovský obchodník (* 1040)
- Odo I., burgundský vévoda (* 1060)

## Hlavy států
- České knížectví – Bořivoj II.
- Svatá říše římská – Jindřich IV.
- Papež – Paschalis II.
- Anglické království – Jindřich I. Anglický
- Francouzské království – Filip I.
- Polské knížectví – Vladislav I. Herman – Zbygněv – Boleslav III. Křivoústý
- Uherské království – Koloman
- Byzantská říše – Alexios I. Komnenos
- Jeruzalémské království – Balduin I.